# Chan Chin-wei
Chan Chin-wei (chino: 詹謹瑋, Kaohsiung, 8 de enero de 1985) es una tenista profesional taiwanesa que juega en el Circuito Femenino de la ITF. El 2 de octubre de 2006 se las alcanzó su más altos ranking en la WTA el cual fue 152. El 16 de febrero el 2015 llegó a su más alto ranking en la WTA de dobles de 76. Su entrenador es Chan Fu Chen.

## Títulos WTA (1; 0+1)

### Dobles (1)
| Leyenda: Antes de 2009     | Leyenda: A partir de 2009 |
| -------------------------- | ------------------------- |
| Grand Slam (0)             |                           |
| WTA Tour Championships (0) |                           |
| Tier I (0)                 | Premier Mandatory (0)     |
| Tier II (0)                | Premier 5 (0)             |
| Tier III (0)               | Premier (0)               |
| Tier IV & V (0)            | International (1)         |

| N.º | Fecha                    | Torneos | Superficie | Pareja   | Oponentes                        | Resultado |
| --- | ------------------------ | ------- | ---------- | -------- | -------------------------------- | --------- |
| 1.  | 22 de septiembre de 2013 | Seúl    | Dura       | Xu Yifan | Raquel Kops-Jones Abigail Spears | 7-5, 6-3  |

#### Finalista (2)
| N.º | Fecha                    | Torneos   | Superficie | Pareja            | Oponentes                    | Resultado        |
| --- | ------------------------ | --------- | ---------- | ----------------- | ---------------------------- | ---------------- |
| 1.  | 5 de agosto de 2007      | Estocolmo | Dura       | Tetiana Luzhanska | Anabel Medina Virginia Ruano | 1-6, 5-7, [6-10] |
| 2.  | 24 de septiembre de 2011 | Guangzhou | Dura       | Xinyun Han        | Su-Wei Hsieh Saisai Zheng    | 2-6, 1-6         |

## TítulosWTA 125s

### Dobles (1)
| N.º | Fecha                   | Torneos | Superficie | Pareja           | Oponentes              | Resultado        |
| --- | ----------------------- | ------- | ---------- | ---------------- | ---------------------- | ---------------- |
| 1.  | 6 de septiembre de 2014 | Suzhou  | Dura       | Chuang Chia-jung | Misa Eguchi Eri Hozumi | 6-1, 3-6, [10-7] |

#### Finalista (2)
| N.º | Fecha               | Torneos  | Superficie | Pareja     | Oponentes                       | Resultado        |
| --- | ------------------- | -------- | ---------- | ---------- | ------------------------------- | ---------------- |
| 1.  | 27 de julio de 2014 | Nanchang | Dura       | Xu Yifan   | Junri Namigata Chuang Chia-jung | 6-7(4), 3-6      |
| 2.  | 2 de agosto de 2015 | Nanchang | Dura       | Wang Yafan | Chang Kai-chen Zheng Saisai     | 3-6, 6-4, [3-10] |